# Kleine Zeitung

Logo 2015

Die Kleine Zeitung ist eine regionale österreichische Tageszeitung. Sie wird im katholisch-konservativen Spektrum verortet. Gegründet 1904, erscheint sie mit 18 Regionalausgaben in der Steiermark, in Kärnten und in Osttirol. Die Kleine Zeitung ist Alleineigentum der Styria Media Group AG und beschäftigt ca. 500 Mitarbeiter.
Neben den Hauptredaktionen in Graz und Klagenfurt betreibt das Blatt 18 Regionalredaktionen in Kärnten, der Steiermark und Osttirol. Je Region erscheinen eigene Auflagen, die sich durch den Bezirksteil (ca. vier Seiten) unterscheiden. Viele Artikel der Kleinen Zeitung erscheinen aufgrund eines Kooperationsvertrags auch in der Neuen Vorarlberger Tageszeitung.
Die Zeitung ist einer der Genossenschafter der Austria Presse Agentur (APA). Darüber hinaus ist sie mit der größten Redaktion einer Bundesländerzeitung in der Hauptstadt Wien präsent.

## Geschichte
Am 22. November 1904 wurde die Zeitung durch den „Katholischen Preßverein in der Diözese Graz-Seckau“, der zur Buchdruckerei und Verlagsbuchhandlung Styria gehörte, gegründet mit dem Ziel, eine Zeitung für die damals vernachlässigte Leserschaft der „kleinen Leute“ zu schaffen. Das kleine Format ermöglichte es, die Tageszeitung zu einem erschwinglichen Preis (2 Heller pro Ausgabe) anzubieten.
Auf der ersten Titelseite ging man auf die weiteren Ziele ein: Das Blatt sollte „[…] in gedrängter Form alles Wissenswertes und interessante des Tages in objektiver weise“ berichten und „kein Organ einer politischen Partei, sondern ein Nachrichtenblatt“ sein.
Außerdem wurde auf den regionalen Bezug der Nachrichten Wert gelegt und so stellte sich die Kleine Zeitung in ihrer ersten Ausgabe als „[…] wohl informiertes Grazer Lokalblatt“, in dem gleichzeitig über internationale Ereignisse berichtet wurde, dar.
Mit der ersten Auflage von 30.000 Exemplaren erreichte die Grazer Tageszeitung ihre Leser auch über die Grenzen der Steiermark hinaus, bis nach Triest, Laibach und Agram (Zagreb). Bis zum Jahr 1934 verdoppelte sich die Auflage auf 60.000 Exemplare und die Kleine Zeitung wurde zum meistgelesenen Blatt der österreichischen Alpenländer. Am 1. Juli 1937 erschien die erste Kärntner Ausgabe der Zeitung, die damals noch in Graz gedruckt wurde.
In Folge des Anschlusses Österreichs an das Deutsche Reich wurde die Berichterstattung gleichgeschaltet. Zu diesem Zweck wurde der Eigentümerverlag Styria in den „Südostdeutschen Zeitungsverlag“ in München eingegliedert und ein reichsdeutscher Chefredakteur übernahm die redaktionelle Leitung der Tageszeitung. Damit wurde die Kleine Zeitung zum nationalsozialistischen Kampfblatt des Zweiten Weltkrieges, bis die Rote Armee am 24. Mai 1945 ihr Erscheinen verbot. Ende 1945 waren unter sowjetischer Besatzung nur politische Zeitungen erlaubt. Nachdem die Steiermark unter britische Besatzung gekommen war, konnte ab 2. Mai 1948 die Kleine Zeitung wieder wöchentlich, jeweils sonntags, erscheinen.
Ab 1. Oktober 1948 erschien das Blatt wieder täglich, außer montags. Unter Generaldirektor Karl Maria Stepan (Generaldirektor der Styria von 1938 bis 1968) wurde ein neues Konzept entwickelt, für dessen Umsetzung auch der spätere Chefredakteur Fritz Csokolich und Verlagsdirektor Julius Kainz verantwortlich waren. Inhaltlich trat man nun für eine kritische und unparteiische Berichterstattung im Dienste der Demokratie ein. Vor allem diese Richtlinie bescherte der Kleinen Zeitung einen schweren Start in der damaligen Zeitungslandschaft: Die großen Parteizeitungen beherrschten den Markt. Dies ging sogar so weit, dass die großen Parteien die Papierzuteilung sperrten und der Kleinen Zeitung der Zugang zu den Nachrichten der APA (Austria Presse Agentur), damals eine Genossenschaft aller Parteizeitungen, verweigert wurde. Der Journalist Hans Dichand fand die Lösung im Abtippen der Nachrichten des Radiosenders BBC und schuf so einen „Nachrichtendienst“, mit dem die Sperre der APA umgangen werden konnte. Am 1. November 1948 erschien die erste Kärntner Ausgabe der Kleinen Zeitung.
Am 1. Mai 1959 wurde die Wiener Redaktion der Kleinen Zeitung unter der Leitung von Kurt Vorhofer eingerichtet.
Am 15. Juli 1960 übernahm Fritz Csoklich das Amt des Chefredakteurs, das er bis 1994 innehatte. Unter Csoklich wurde die Kleine Zeitung zur größten Bundesländerzeitung Österreichs. 1964 hatte das Blatt eine Auflage von 100.000 Stück. 1967 wurde das erste Regionalbüro in Bruck an der Mur eingerichtet. 1968 wurde die Wochenzeitung Grazer Montag zugekauft und in die Kleine Zeitung integriert, die damit nun täglich erschien.
1970 richtete die Kleine Zeitung als erste Tageszeitung Österreichs die Institution eines Ombudsmannes ein. Unter Egon Blaschka wurden bis 1988 60.000 Fälle bearbeitet. Von 1988 bis 2000 war Werner Supper Ombudsmann. Seit dem Jahr 2000 ist Peter Filzwieser Ombudsmann, seine Nachfolgerin ist Daniela Bachal.
Am 8. April 1980 wurde die Kleine Zeitung als erste österreichische Tageszeitung im EDV-gesteuerten Lichtsatzverfahren gedruckt. 1983 erschien das erste Farbbild auf der Titelseite. Bis 1989 wurden 18 Regionalbüros errichtet.
1991 gestaltete der Zeitungsdesigner Mario Garcia das neue Layout.
Unter Chefredakteur Kurt Wimmer ging die Kleine Zeitung am 28. Mai 1995 das erste Mal unter www.kleinezeitung.at online.
Am 31. August 1999 wurde die Kleine Zeitung ein rechtlich selbstständiges Unternehmen (Kleine Zeitung GmbH & Co KG).
Seit 1. Februar 2003 erscheint die Kleine Zeitung in Farbe, und regionale Berichterstattung sowie Unterhaltungsthemen erhielten mehr Raum. Seit 2004 gibt es einen Vorteilsclub für Leser.
Seit der ersten Ausgabe der Kleinen Zeitung waren bis 2004 3,5 Millionen Zeitungsseiten produziert worden. Die 2004 bis 2008 existierende Neue Zeitung für Tirol übernahm aufgrund eines Kooperationsabkommens Teile des redaktionellen Teils der Kleinen Zeitung.
2005 richtete die Zeitung die Hilfsorganisation „Steirer helfen Steirern“ und ihr Pendant für Kärnten „Kärntner in Not“ ein. Mit dieser Aktion werden Spenden für Landsleute in Not gesammelt, die Hilfsbedürftigen zugutekommen.
Seit Juni 2016 können „Leserreporter“ mit ihren Bildern einen Teil der Kleinen Zeitung mitgestalten.
Von 11. April 2010 bis 2013 erschien das Grazer Stadtmagazin G7.
Seit 2010 ist die Zeitung über die iPhone- und iPad-App und seit 2011 auch über die Version für Android-Geräte abrufbar.
Seit 22. Jänner 2011 erscheint die Kleine Kinderzeitung mit Ausgaben für die Steiermark und Kärnten. Erscheinungstag der gedruckten Ausgabe ist Samstag, außerdem gibt es online einige aktuelle Artikel und ein Lexikon. Im Jahr 2012 wurde die „Kleine Zeitung Akademie“ gegründet, um den Lesern ein breitgefächertes Angebot an Seminaren, Veranstaltungen und Vorträge zu den unterschiedlichsten Themenbereichen anzubieten.
Das Wirtschaftsmagazin Primus erschien am 22. März 2012 zum ersten Mal. Das Magazin legt den Fokus auf die regionale Wirtschaft in der Steiermark und Kärnten, wobei in jeder Ausgabe eine neue Schwerpunktregion und deren Wirtschaft genauer betrachtet wird. Seit 8. Mai 2013 wird das Magazin durch die Veranstaltungsreihe „Primus Wirtschaftsgespräch“ in den Regionen begleitet.
Seit August 2013 ist für Smartphones die „Kleine Zeitung WOHIN-App“ verfügbar. Hiermit erhält der User eine Übersicht über rund 120.000 steirische und 90.000 Kärntner Veranstaltungen auf einen Blick. Am 17. Juli 2014 erscheint als Gegenstück zur App die erste Printausgabe des WOHIN-Magazins speziell für den Raum Graz und Graz-Umgebung.

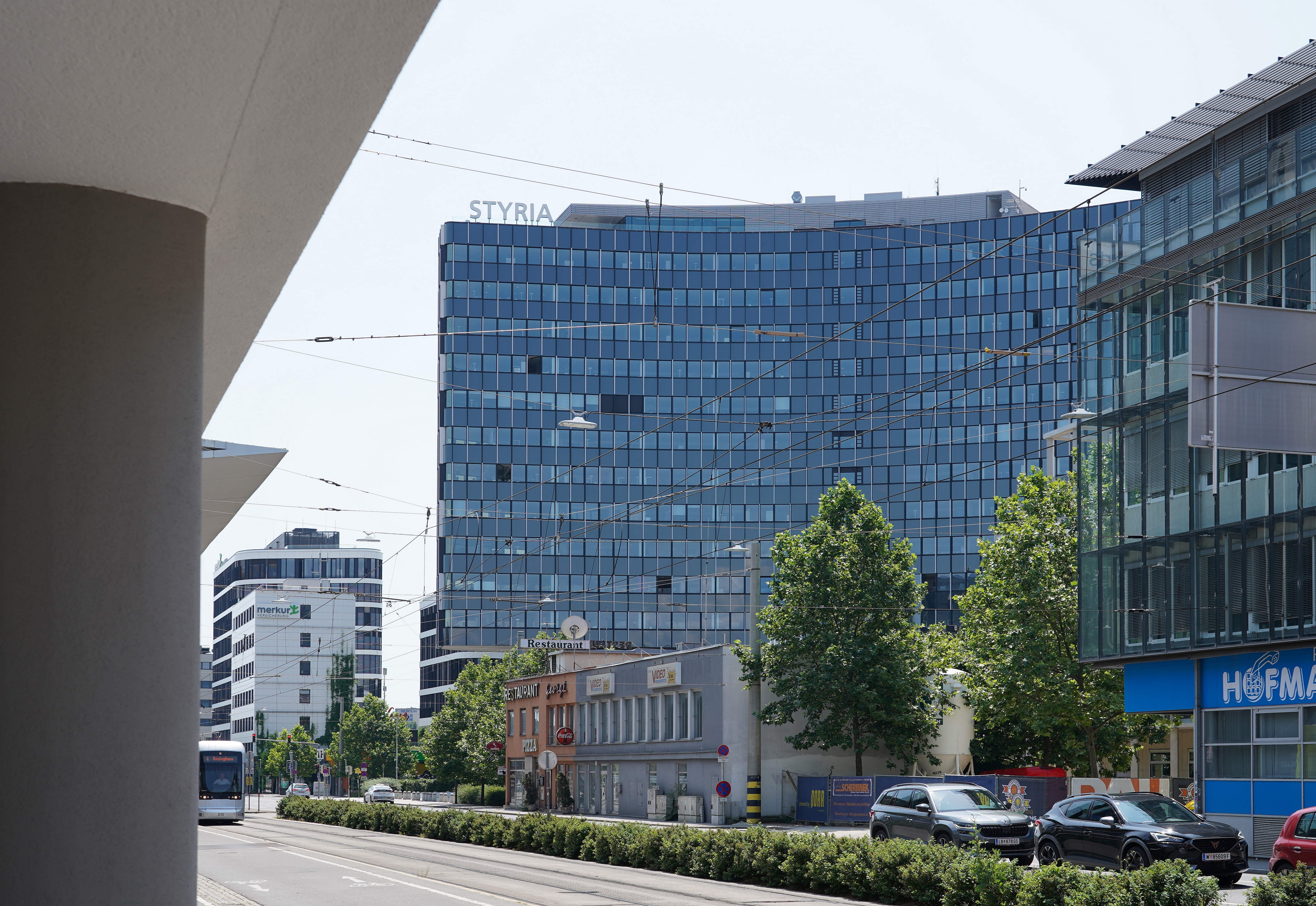
Das Styria Media Center am Gadollaplatz gegenüber der Grazer Stadthalle

Die Kleine Zeitung zog 2015 aus ihrem langjährigen Standort in der Schönaugasse 64 in das neue Media Center am Gadollaplatz 1.
Seit 2015 veröffentlicht die Redaktion der Kleinen Zeitung auch das Online und im Druck erscheinende Magazin Futter, für die Zielgruppe der 18- bis 24-Jährigen, vorrangig in den Städten Graz und Klagenfurt.
Im November 2016 wurde der gebührenpflichtige Service „Kleine Zeitung Plus“ eingeführt.  Die „Grundversorgung“ mit Nachrichten ist für alle User von kleinezeitung.at nach wie vor kostenlos, während vertiefende und exklusive Inhalte markiert und damit kostenpflichtig sind.

## Chefredakteure
- 1954–1959: Otto Schönherr
- 1960–1994: Fritz Csoklich
- 1994–1997: Kurt Wimmer
- 1998–2006: Erwin Zankel
- 2006–2025: Hubert Patterer
- seit 1. Juli 2025: Oliver Pokorny[3][8]

## Reichweite
| Jahre   | Reichweite | Leser insgesamt |
| ------- | ---------- | --------------- |
| 2018/19 | 10,3 %     | 773.000         |
| 2019    | 10,4 %     | 778.000         |
| 2019/20 | 10,2 %     | 765.000         |
| 2020    | 10,2 %     | 772.000         |
| 2020/21 | 9,9 %      | 752.000         |
| 2023    | 7,6 %      | 584.000         |

## Auszeichnungen
Der Zeitung wurde bereits mehrmals der „Europe's Best Designed Newspaper Award“ in verschiedenen Kategorien verliehen.
Die Kleine Kinderzeitung erhielt den „World Young Reader Prize“ des WAN-IFRA – Weltverband der Zeitungen und Nachrichtenmedien in der Kategorie „Editorial“.
Neben dem ersten Platz in der Kategorie „Marketing Campaign with the Best Results“ des INMA Newspaper Marketing Awards für die Kampagne „Kleine Zeitung Classifieds Relaunch 2011“ sowie dem ebenfalls ersten Platz in der Kategorie „Best Digital Advertising Campaign“ des INMA Newspaper Marketing Awards für den Spot „General Election“, erhielt die Marketingabteilung 2007 den „Best in show“ des INMA Newspaper Marketing Awards als höchste Auszeichnung für Marketingkampagnen im Tageszeitungsbereich.